# Tanjung Seri
Tanjung Seri is een bestuurslaag in het regentschap Batu Bara van de provincie Noord-Sumatra, Indonesië. Tanjung Seri telt 4407 inwoners (volkstelling 2010).